# Plesiophrictus
Plesiophrictus là một chi nhện trong họ Theraphosidae.

## Các loài
Chi này gồm các loài:
- Plesiophrictus bhori Gravely, 1915
- Plesiophrictus blatteri Gravely, 1935
- Plesiophrictus collinus Pocock, 1899
- Plesiophrictus fabrei (Simon, 1892)
- Plesiophrictus linteatus (Simon, 1891)
- Plesiophrictus madraspatanus Gravely, 1935
- Plesiophrictus mahabaleshwari Tikader, 1977
- Plesiophrictus meghalayaensis Tikader, 1977
- Plesiophrictus millardi Pocock, 1899
- Plesiophrictus nilagiriensis Siliwal, Molur & Raven, 2007
- Plesiophrictus raja Gravely, 1915
- Plesiophrictus senffti (Strand, 1907)
- Plesiophrictus sericeus Pocock, 1900
- Plesiophrictus tenuipes Pocock, 1899